# Drymaria longepedunculata
Drymaria longepedunculata är en nejlikväxtart som beskrevs av S. Wilts. Drymaria longepedunculata ingår i släktet Drymaria och familjen nejlikväxter. Inga underarter finns listade i Catalogue of Life.